# Barrio de los Diamantes

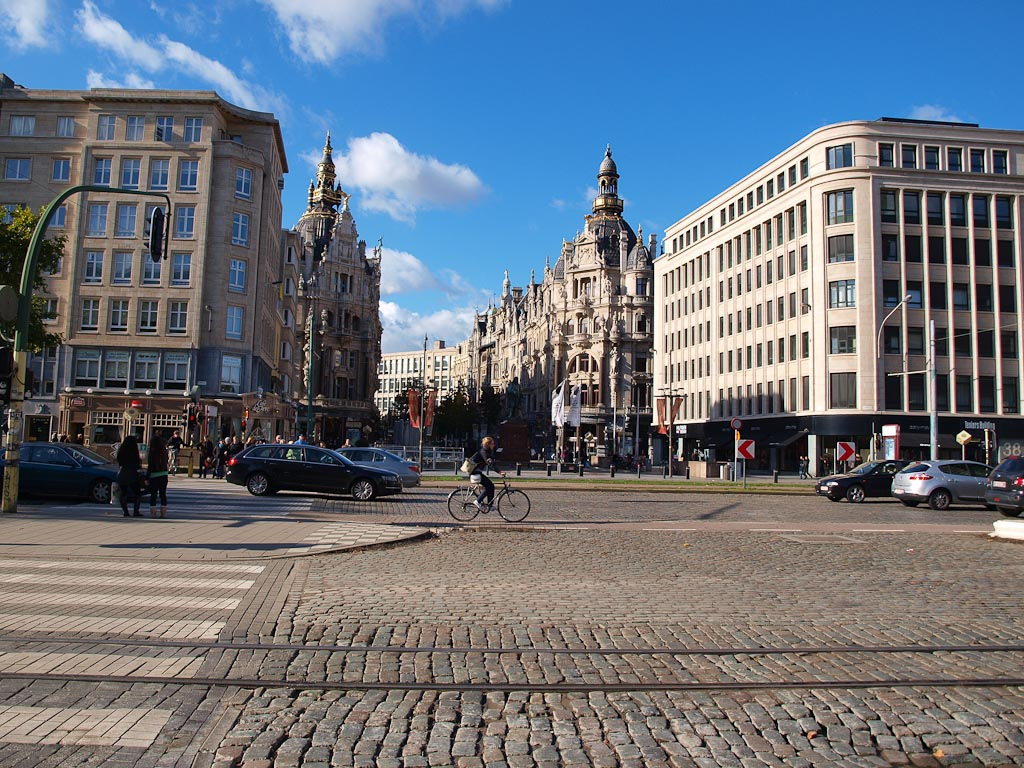
Una calle del Barrio de los Diamantes

El Barrio de los Diamantes de Amberes, también conocido como el Barrio Diamante (Diamantkwartier), y apodado Square Mile es un área dentro de la ciudad de Amberes, Bélgica. Consiste en varios bloques cuadrados que cubren un área de aproximadamente 2,5 kilómetros cuadrados. Mientras que, para 2012, gran parte del trabajo de corte y pulido de gemas realizado históricamente en el vecindario se había trasladado a centros de bajos salarios en otros lugares, alrededor del 84% de los diamantes en bruto pasaron por el distrito, convirtiéndolo en el distrito de diamantes más grande del mundo con una facturación de 54.000 millones de dólares.
Aproximadamente 220 millones de dólares en diamantes pasan por los intercambios del distrito cada día. Según el AWDC (organismo responsable del sector del diamante en Amberes), el sector del diamante engloba a 1700 empresas individuales, que representan 6600 empleos directos y 26 000 empleos indirectos.
Dentro del área se encuentra el Centro Mundial de Diamantes de Amberes y cuatro intercambios comerciales, entre ellos el Diamond Club of Antwerp y el Beurs voor Diamanthandel, ambos fundados por judíos Hasídicos.
El barrio está dominado por comerciantes judíos, hindúes, cristianos maronitas libaneses y armenios, conocidos como diamantaires. Más del 80% de la población judía de Amberes trabaja en el comercio de diamantes. El yiddish fue, históricamente, el idioma principal del intercambio de diamantes. No se realizan negocios los sábados.

## Ubicación
El barrio de los diamantes se encuentra junto a la estación central (Amberes Central) y muy cerca de una de las calles más concurridas de la ciudad flamenca, el bulevar De Keyserlei, a pocos minutos del centro. El zoológico de Amberes también está cerca. El barrio ocupa 4 calles peatonales: Pelikaanstraat, Schupstraat, Hoveniersstraat y Rijfstraat. Hay numerosos y diversos restaurantes, bares y cafés en todo el distrito.

## Historia
Amberes ha sido un foco del comercio de diamantes desde el siglo XV. La industria se transformó cuando Lodewyk van Berken inventó una nueva forma de herramienta de pulido de diamantes, el scaif, que permitió la creación del diamante estereotipado espumoso y multifacético. Esto atrajo órdenes de la nobleza europea y atrajo a otros artesanos a Amberes. En la década de 1890 una industria del diamante se estableció en Amberes por familias de comerciantes de diamantes y fabricantes que vinieron de Ámsterdam, Holanda.
Desde finales del siglo XX, comerciantes de diamantes hindúes y armenios han ganado importancia en el comercio de diamantes de la ciudad.